# 육군 궁주링 학교
육군 궁주링 학교(陸軍公主嶺学校)는 만주국 쓰핑성 쓰핑 소재 일본 제국 육군의 병과학교이다. 1939년 8월 15일부터 1944년 8월 30일까지 운영되었다.